# Adrian Topol
Adrian Topol (* 4. Februar 1981 in Zabrze, Polen) ist ein polnisch-deutscher Schauspieler und Filmproduzent. Seit 2003 spielte er in über 100 Film- und Fernsehproduktionen. 2008 gründete er mit der Lopta Film GmbH seine eigene Filmproduktionsfirma.

## Leben und Ausbildung
Adrian Topol, Sohn des Musikers und Soldaten Andrzej Topol und einer Verkäuferin, wuchs bis zu seinem achten Lebensjahr zusammen mit seinem drei Jahre älteren Bruder im kommunistischen Zabrze (früher Hindenburg) in Polen auf, wo die Familie einen Getränkeladen betrieb. Die Familie floh 1989 nach Deutschland, wo sie zunächst in verschiedenen Flüchtlingsheimen in Hannover und Hamm kampierte. Danach fand die Familie in einem Haus in Ahlen (Nordrhein-Westfalen) ihr zu Hause.
Seit seinem sechsten Lebensjahr betreibt Topol Kampfsport. Im Jahr 1997 verbrachte er zwei Monate im Shaolin-Kloster in der Volksrepublik China. Er war sechs Mal deutscher Meister in verschiedenen Kampfkunstarten.
1998 zog Topol nach Stuttgart, um dort die Schauspielschule zu besuchen. Zur Jahrtausendwende zog er nach Berlin und absolvierte, nachdem er an der Hochschule für Schauspielkunst Ernst Busch zunächst abgelehnt wurde, seine Ausbildung an der Schauspielschule Charlottenburg und arbeitete parallel als Callcenter-Agent für Yves Rocher.
Topol hatte in den 2000er Jahren eine Liaison mit der Schauspielerin Pegah Ferydoni. 2006 verlobte sich das Paar, das sich bei einem Film-Casting kennenlernte. Bis 2014 war er mit seiner Kollegin Judith Hoersch, die er als Regisseur für seinen Kurzfilm Augenblick (2013) als Lehrerin Frau Nowak besetzte, liiert. Seit September 2018 ist er mit der Sängerin Ilona Stepanik verheiratet. Das Paar lebt in Berlin-Prenzlauer Berg.

## Karriere
Im Alter von 11 Jahren erweckte in Topol erstes Interesse am Schauspiel. In dieser Zeit hat er eigene Kurzfilme gedreht. Zur Jahrtausendwende, während seiner Schauspielausbildung, spielte Topol als Hänschen Rilow am Off-Theater Reißverschluss Berlin in einer Inszenierung von Frank Wedekinds Frühlings Erwachen. Durch diese Rolle wurde eine Agentur auf ihn aufmerksam und castete ihn für seinen ersten Film. Am Stadttheater Klagenfurt gastierte er in Robert Perschés Musical Das Dschungelbuch, nach einer Vorlage von Rudyard Kipling, in der Hauptrolle als Menschenkind Mowgli.
2003 gab Topol sein Filmdebüt in der Komödie Tausche Firma gegen Haushalt als eines der Filmkinder von Axel Milberg und Christine Neubauer. Im selben Jahr war er in Isabel Kleefelds Filmdrama Königskinder neben Luise Helm als Jugendlicher Abel, der von einer Karriere als Stuntman in Hollywood träumt, und gleichzeitig aber mit der Schwangerschaft seiner Freundin überfordert ist, in der männlichen Hauptrolle zu sehen. Diese Rolle brachte ihm den Nachwuchspreis des „Deutschen Fernsehpreises 2003“ ein. Im März 2004 war Topol in Andreas Marschalls Spielfilmdebüt Tears of Kali als Florian erstmals auf der Kinoleinwand zu sehen. In dem im Januar 2005 erstmals gezeigten Coming-of-Age-Film Das Lächeln der Tiefseefische des Regisseurs Till Endemann spielte er als Pawel, dem besten Freund des 17-Jährigen Malte, an der Seite von Jacob Matschenz und Alice Dwyer in einer der Hauptrollen. Im selben Jahr war er in Mirko Borschts Filmdrama Kombat Sechzehn als Dennis in einer Nebenrolle zu sehen. 2006 übernahm er in der internationalen Produktion Franz + Polina – Eine Liebe im Krieg als junger SS-Soldat eine der beiden Titelrollen. 2006 übernahm er in Hans-Christoph Blumenbergs dreiteiligem Dokudrama Die Kinder der Flucht an der Seite von Anna Brüggemann und Eva-Maria Hagen die Rolle des Polen Fortek Mackiewicz, der durch die Nachkriegswirren den Kontakt zu seiner deutschen Jugendliebe Elvira Profé verloren hatte und im Sommer 1995 wieder aufnimmt. Urs Egger besetzte ihn 2007 in seinem Kriegsfilm An die Grenze als Soldat Stalin. Im selben Jahr wirkte er in Volker Einrauchs Filmdrama Der andere Junge, das im August 2007 auf dem Montreal World Film Festival uraufgeführt wurde, die Rolle des Schülers Kevin Krüger.
Im Fernsehen ist Topol wiederholt in verschiedenen Fernsehserien und -reihen zu sehen, so übernahm er Gastrollen in Unterhaltungsserien wie Hallo Robbie!, Bloch, Die Rettungsflieger, In aller Freundschaft und Inga Lindström. Mehrfach war er in unterschiedlichen deutschen Krimiserien zu sehen, unter anderem gastiert er seit 2003 in mehreren Folgen der ARD-Reihe Tatort. Von 2019 bis 2023 gehörte er neben Lara Mandoki und Kai Scheve in der ZDF-Samstagskrimireihe Erzgebirgskrimi als Kriminaltechniker Maik Baumann, der ein Verhältnis mit der ermittelnden Kommissarin Karina Szabo eingeht, zur Stammbesetzung. Im Januar 2024 war Topol an der Seite von Jan Krauter und Karoline Schuch in der ersten Staffel der internationalen ARD-Mystery-Serie Oderbruch in einer durchgehenden Serienhauptrolle als polnischer Pfleger und Haushaltshilfe Marek Gorski zu sehen.
Topol spielte zudem in zahlreichen Kinder- und Jugendproduktionen, so etwa von 2013 bis 2021 als polnischer Landarbeiter Tomasz Kulka in der Serie Tiere bis unters Dach, im Jahr 2012 an der Seite von André Kaczmarczyk als Königskamerad Rasmus in Christian Theedes Märchenadaption Allerleirauh und 2016 eine Gastrolle in der für den Disney Channel Germany produzierten Serie Binny und der Geist.
Neben dem Schauspiel betätigt sich Topol auch als Filmproduzent. Bereits mit 22 Jahren produzierte er den Genrefilm Tears of Kali, in dem er auch selbst mitspielte. 2008 gründete er zusammen mit dem Schuhdesigner und Produzenten Guido Nick van Ginneken mit der „Lopta Film GmbH“ seine eigene Filmproduktionsfirma und produziert seitdem vor allem für das Kino, so unter anderem im Jahr 2017, wo er mit dem Independent-Film Schneeflöckchen von Adolfo Kolmerer, in der er selbst als Schauspieler die Rolle des Boleks spielte, einen großen Erfolg als Co-Produzent hatte. 2019 produzierte er zusammen mit Mavie Films die Spielfilmkomödie Faking Bullshit von Alexander Schubert, die 2020 im Kino erschien und Topol die Hauptrolle des Polizisten Rocky aus Ahlen übernahm.

## Filmografie

### Filme als Schauspieler
- 2001: Geknallt (Kurzfilm)
- 2003: Tausche Firma gegen Haushalt
- 2003: Königskinder
- 2004: Nach Freiheit (Kurzfilm)
- 2004: Tears of Kali
- 2004: Anemonenherz (Kurzfilm)
- 2005: Das Lächeln der Tiefseefische
- 2005: Die Patriarchin (Dreiteiler)
- 2005: Das Lächeln der Tiefseefische
- 2005: Kombat Sechzehn
- 2005: Die letzte Schlacht
- 2005: Bomben auf Berlin (Kurzfilm)
- 2005: Knospen wollen explodieren (Kurzfilm)
- 2005: Die geöffnete Order (Kurzfilm)
- 2006: Franz + Polina – Eine Liebe im Krieg
- 2006: Neger, Neger, Schornsteinfeger! (Zweiteiler)
- 2006: Rabenbrüder
- 2006: Die Kinder der Flucht (Dreiteiler, 1. Film Eine Liebe an der Oder)
- 2006: Waste Management (Kurzfilm)
- 2007: Der Untergang der Lusitania – Tragödie eines Luxusliners (Lusitania: Murder on the Atlantic)
- 2007: An die Grenze
- 2007: Der andere Junge
- 2007: Mörderischer Frieden
- 2007: Maya (Kurzfilm)
- 2008: Novemberkind
- 2008: Vom Atmen unter Wasser
- 2008: Braams – Kein Mord ohne Leiche
- 2010: Black Forest
- 2010: Tod einer Schülerin
- 2010: Tag und Nacht
- 2011: Polnische Ostern
- 2011: Lindburgs Fall
- 2011: Die verlorene Zeit
- 2012: Allerleirauh
- 2013: Lauf Junge lauf
- 2014: ... und dann kam Wanda
- 2015: Sophie kocht
- 2015: Die Hebamme II
- 2017: Die Ketzerbraut
- 2017: Querfeldein (Kurzfilm)
- 2017: Schneeflöckchen
- 2017: Das letzte Mahl
- 2018: Escape
- 2018: Ingenium
- 2018: Ronny & Klaid
- 2018: Angst in meinem Kopf
- 2019: Justice – Verstrickt im Netz der Macht
- 2020: Faking Bullshit
- 2021: Imago Diabolus (Kurzfilm)

### Filme als Produzent
- 2004: Tears of Kali
- 2006: Debüt (Kurzfilm)
- 2009: Guerilla's Blood (Kurzfilm)
- 2010: Dare to Be Brave (Kurzfilm)
- 2012: A Time of Vultures (Kurzfilm)
- 2013: Augenblick (Kurzfilm, auch Regie)
- 2017: Princess (Kurzfilm)
- 2017: Schneeflöckchen
- 2020: Faking Bullshit

### Fernsehserien und -reihen
- 2003: Hallo Robbie! (Folge 2x05: Große Fische, kleine Fische)
- 2003: Sperling und die Angst vor dem Schmerz (Folge 1x14)
- 2003: Stubbe – Von Fall zu Fall: Auf Liebe und Tod (Folge 2x10)
- 2003: Tatort: Die Liebe und ihr Preis (Folge 1x524)
- 2004: Bloch: Ein Fleck auf der Haut (Folge 3x01)
- 2004: Der Elefant – Mord verjährt nie (Folge 1x06: Vermächtnis eines Vaters)
- 2004: Wolffs Revier (Folge 12x11: Karambolage)
- 2004: Der Ermittler (Folge 4x01: Zerbrochene Träume)
- 2004: K3 – Kripo Hamburg (Folge 1x02: Porzellan)
- 2004: Tatort: Verraten und verkauft (Folge 1x573)
- 2004: Tatort: Teufelskreis (Folge 1x577)
- 2005: Die Rettungsflieger (Folge 10x01: Tödlicher Leichtsinn)
- 2005: Donna Leon – Verschwiegene Kanäle (Folge 1x10)
- 2006: Die Kommissarin (Folge 6x06: Das Fest)
- 2006: Polizeiruf 110: Schneewittchen (Folge 1x274)
- 2006: Alarm für Cobra 11 – Die Autobahnpolizei (Folge 12x11: Der Fahrer)
- 2007: Notruf Hafenkante (Folge 1x02: Spiel des Lebens)
- 2007: GSG 9 – Ihr Einsatz ist ihr Leben (Folge 1x09: Abgewiesen)
- 2007: SOKO Rhein-Main (Folge 2x11: Die Hoffnung stirbt zuletzt)
- 2008: Tatort: Tod einer Heuschrecke (Folge 1x691)
- 2008: Tatort: Das schwarze Grab (Folge 1x704)
- 2008: Das Duo: Verkauft und verraten (Folge 1x15)
- 2008: Familie Dr. Kleist (Folge 3x07: Betrug)
- 2009: Kommissar Stolberg (Folge 5x02: Die falsche Frau)
- 2010: Der Alte (Folge 35x01: Ende der Schonzeit)
- 2010: SOKO Stuttgart (Folge 2x02: Todesengel)
- 2010: Lasko – Die Faust Gottes (Folge 2x08: Todsünden)
- 2011: Tatort: Tödliche Ermittlungen (Folge 1x786)
- 2012–2013: Der Landarzt (10 Folgen)
- 2012: Mord mit Aussicht (Folge 2x01: Die Venus von Hengasch)
- 2012: SOKO 5113 (Folge 37x05: Eine Geistergeschichte)
- 2013–2021: Tiere bis unters Dach (37 Folgen)
- 2013: In aller Freundschaft (2 Folgen als Malte Westphal)
- 2014: Der Staatsanwalt (Folge 9x05: Freund und Feind)
- 2014: Frühling (Folge 3x01: Frühlingsgeflüster)
- 2015: Schuld nach Ferdinand von Schirach (Folge 1x06: Volksfest)
- 2015: Homeland (Folge 5x12: Die letzte Illusion)
- 2016: Binny und der Geist (Folge 2x03: Das schwarze Froschmonster)
- 2016: Dresden Mord: Nachtgestalten (Folge 1x02)
- 2016: In aller Freundschaft – Die jungen Ärzte (Folge 2x25: Aus der Balance)
- 2017: Die Spezialisten – Im Namen der Opfer (Folge 2x01: Traumhafte Zeiten)
- 2017: Alles Klara (Folge 3x14: Mord im Spukschloss)
- 2017: Inga Lindström: Das Postboot in den Schären (Folge 14x06)
- 2018: Tatort: Bombengeschäft (Folge 1x1089)
- 2019: Morden im Norden (Folge 6x03: Vergiss Mein Nicht)
- 2019–2022: Erzgebirgskrimi (Fernsehreihe, 7 Folgen)
  - 2019: Der Tote im Stollen
  - 2020: Tödlicher Akkord
  - 2021: Der Tote im Burggraben
  - 2021: Der letzte Bissen
  - 2022: Verhängnisvolle Recherche
  - 2022: Tödliche Abrechnung
  - 2022: Ein Mord zu Weihnachten
  - 2023: Familienband
- 2022: Blutige Anfänger (4 Folgen)
- 2023: Joachim Vernau – Versunkene Gräber (Fernsehreihe)
- 2024: Oderbruch (8 Folgen)
- 2024: Sarah Kohr – Koma (Fernsehreihe)
- 2025: Polizeiruf 110: Spiel gegen den Ball (Fernsehreihe)

## Off-Theater
- 2000: Frank Wedekind: Frühlings Erwachen (Theater Reißverschluss Berlin, als Hänschen Rilow)
- 2000: Rudyard Kipling: Das Dschungelbuch, Musical von Robert Persché (Stadttheater Klagenfurt, als Mowgli)

## Auszeichnungen
- 2003: Deutscher Fernsehpreis – Bester Nachwuchsdarsteller für die Rolle des Abel in Königskinder
- 2007: Shanghai International TV Festival – Magnolia Award – Best Actor in a TV Film für die Rolle Franz in Franz + Polina – Eine Liebe im Krieg
- 2007: Avanca Film Festival – Best Acting für die Rolle Franz in Franz + Polina – Eine Liebe im Krieg